# Þverfell (berg i Island, Västlandet, lat 65,22, long -22,28)
Þverfell är ett berg i republiken Island. Det ligger i regionen Västlandet, 120 km norr om huvudstaden Reykjavík. Toppen på Þverfell är 645 meter över havet, eller 464 meter över den omgivande terrängen. Bredden vid basen är 11,1 km.
Trakten runt Þverfell är nära nog obefolkad, med mindre än två invånare per kvadratkilometer. Det finns inga samhällen i närheten. Trakten runt Þverfell består i huvudsak av gräsmarker.